# بيتي برونسون
بيتي برونسون (بالإنجليزية: Betty Bronson)‏ هي ممثلة أمريكية، ولدت في 17 نوفمبر 1906 في ترنتون في الولايات المتحدة، وتوفيت في 19 أكتوبر 1971 في باسادينا في الولايات المتحدة.

## أعمال

### أفلام
- (1925) بن هور

## وصلات خارجية
- بيتي برونسون على موقع IMDb (الإنجليزية)
- بيتي برونسون على موقع ألو سيني (الفرنسية)
- بيتي برونسون على موقع تيرنر كلاسيك موفيز (الإنجليزية)
- بيتي برونسون على موقع أول موفي (الإنجليزية)
- بيتي برونسون على موقع قاعدة بيانات الأفلام السويدية (السويدية)
- بيتي برونسون على موقع قاعدة بيانات الفيلم (الإنجليزية)
- بيتي برونسون على موقع كينوبويسك (الروسية)